# 이즈미 겐타

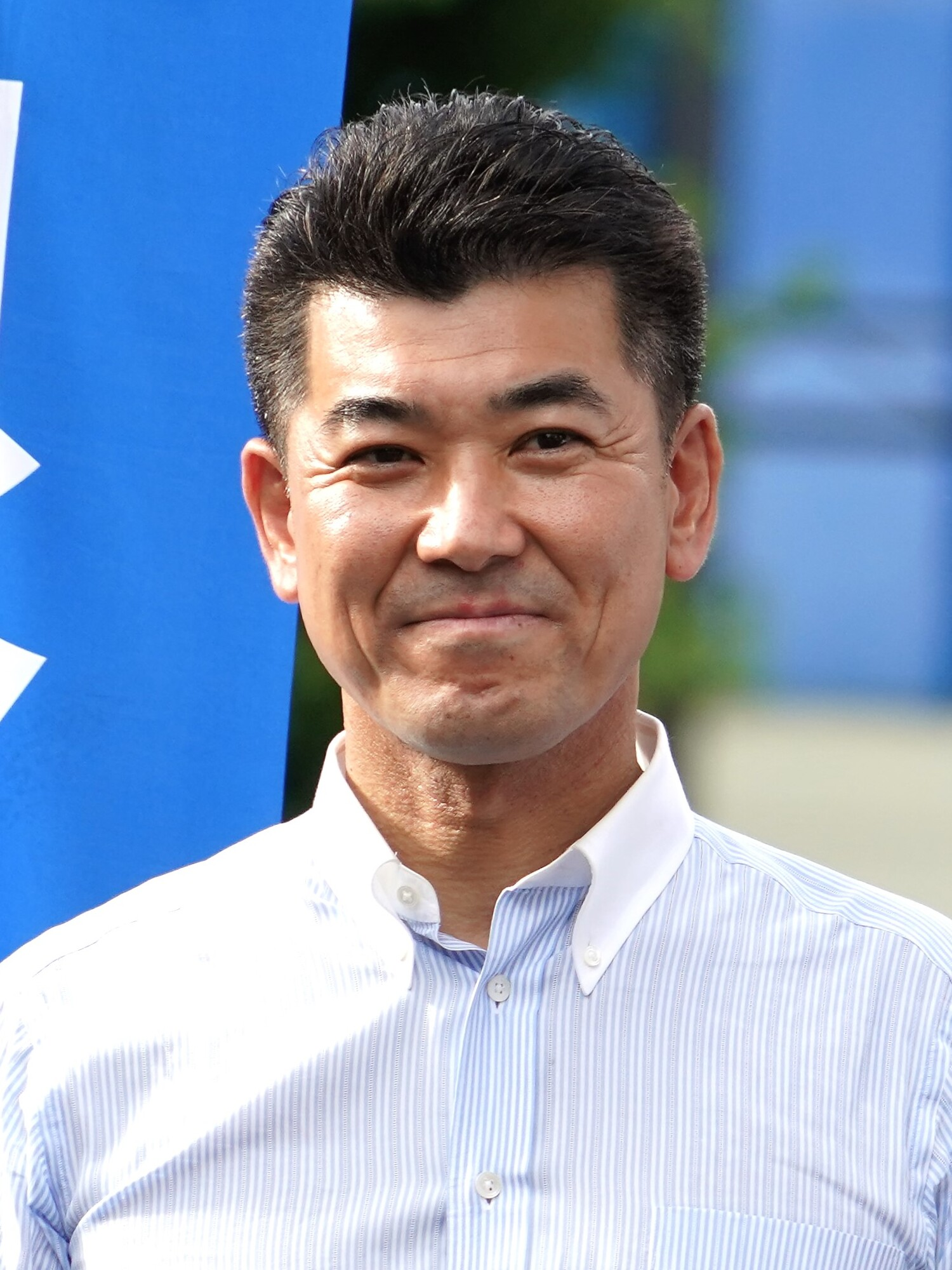
이즈미 겐타(2022년)

이즈미 겐타(일본어: 泉健太, 1974년 7월 29일~)는 일본의 정치인이다. 입헌민주당 소속 중의원 의원으로, 지역구는 교토부 제3구이다. 2021년 에다노 유키오에 이어 입헌민주당 대표로 취임했다.

## 생애
1974년 홋카이도 삿포로에서 태어나 이시카리에서 자랐다. 아버지 노리오는 목장 관련 사업을 하는 자영업자 출신으로 지역 위원장과 이시카리 시의회 의원을 지낸 바 있다. 고교 졸업 이후 리츠메이칸 대학교 법학부에 진학하여 재학 중 야마노이 가즈노리(山井和則)를 보좌하기 시작했고 1996년 민주당이 결성되자 교토부 상임 간사로 일했다. 1998년 대학을 졸업하고 후쿠야마 데쓰로의 비서가 되었다.
2000년 중의원 선거에서 교토부 제3구에 입후보했다가 낙선, 2003년 중의원 선거에서는 처음 당선되었다. 민주당 정권에서는 내각부 대신 정무관을 맡아 행정쇄신회의 등을 담당했다. 2012년과 2014년에는 선거구에서 패했으나 비례로 당선되었고 2016년 보궐선거에서는 민진당 소속으로 당선되었다. 2017년 민진당이 분열되자 희망의 당에 참여하여 2018년까지 국회대책위원장을 맡았다. 2018년 희망당과 민진당이 합류하여 결성한 국민민주당에서는 국회대책위원장과 정무조사회장을 역임했다.
2020년 국민민주당과 입헌민주당의 합당으로 형성된 신 입헌민주당에 참여하여 당대표 선거에 도전했으나 에다노 유키오에게 패했다. 이후 정무조사회장으로 있다가 2021년 중의원 선거 참패의 책임을 지고 에다노가 사임하자 당대표 선거에 다시 입후보하여 오사카 세이지 등을 이기고 대표직에 올랐다. 대표가 된 이후 이즈미는 '정책 제안형' 노선으로 여당과의 대결자세를 약화시켰으나 2022년 참의원 선거 패배 이후 다시 대립각을 세우고 예비 내각 제도를 도입하였다.

## 역대 선거 결과
|  | 31.54% |

|  | 46.79% |

|  | 42.72% |

|  | 54.58% |

|  | 31.52% |

|  | 33.11% |

|  | 65.43% |

|  | 38.30% |

|  | 48.19% |